# Cossignano
Cossignano är en ort och kommun i provinsen Ascoli Piceno i regionen Marche i Italien. Kommunen hade 922 invånare (2018).